# Hexiron
Hexiron är ett svenskt privatägt familjeägt investeringsföretag med säte i Lund. Det har sina rötter i den järnaffär som Sam Nilsson 1900 öppnade i Lund. Den drevs som ett familjeföretag i fyra generationer till 2007, från mitten av 1970-talet med inriktning på företagsförsäljning i ett industriområde i västra Lund. Verksamheten bytte namn till "Eksandhs".
Från början av 2000-talet köptes verksamheter som "Industridepån" i Helsingborg och Landskrona samt öppnades en butik i Malmö. År 2007 gick Eksandhs samman med Arvid Svensson Pro i Västerås, Sällfors i Borås och Bendéns i Göteborg. Kort därefter såldes den nybildade koncernen till Tools, som var ett företag inom Bergman & Beving-koncernen. 
Hexiron äger Orust Quality Yachts, som bland annat äger Arcona Yachts och segelbåtsvarumärket Najad. Det äger också andelar i flera fastighetsföretag i Skåne samt i konsumentvaru- och säkerhetsföretag.